# Obbola
Obbola è un'area urbana della Svezia situata nel comune di Umeå, contea di Västerbotten.
La popolazione rilevata nel censimento 2010 era di 2 197 abitanti .